# کمیته المپیک گواتمالا
کمیته المپیک گواتمالا (اسپانیایی: Comité Olímpico Guatemalteco‎) یک سازمان ورزشی است که نماینده کشور گواتمالا در کمیته بین‌المللی المپیک می‌باشد.
این سازمان که در سال ۱۹۴۷ تأسیس شده مسئول آماده‌سازی و اعزام ورزشکاران به بازی‌های المپیک، بازی‌های المپیک جوانان و بازی‌های پان امریکن است.